# Schmalblättriger Klebalant
Der Schmalblättrige Klebalant (Dittrichia graveolens) genannt, ist eine Pflanzenart aus der Gattung Klebalant (Dittrichia) in der Familie der Korbblütler (Asteraceae).

## Beschreibung

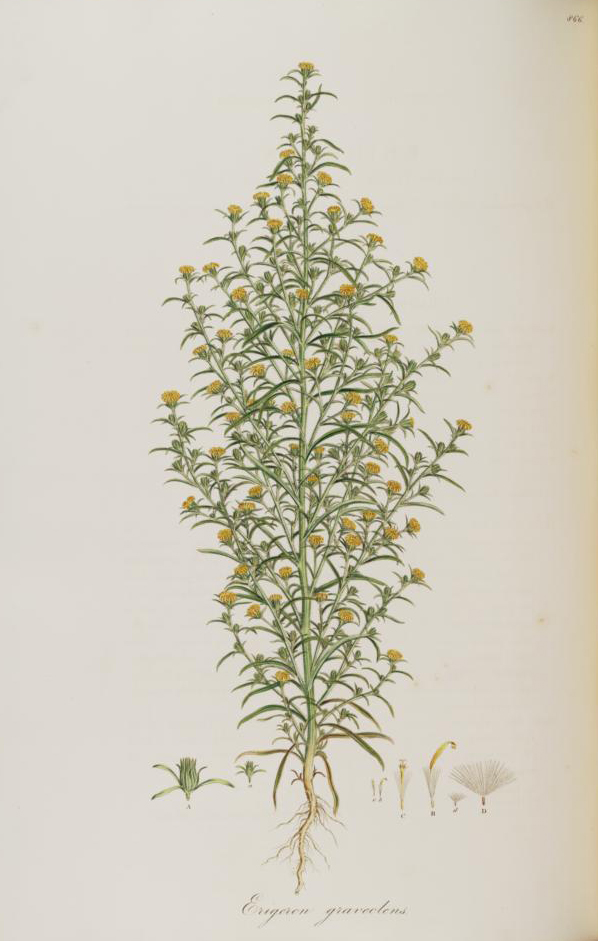
Illustration

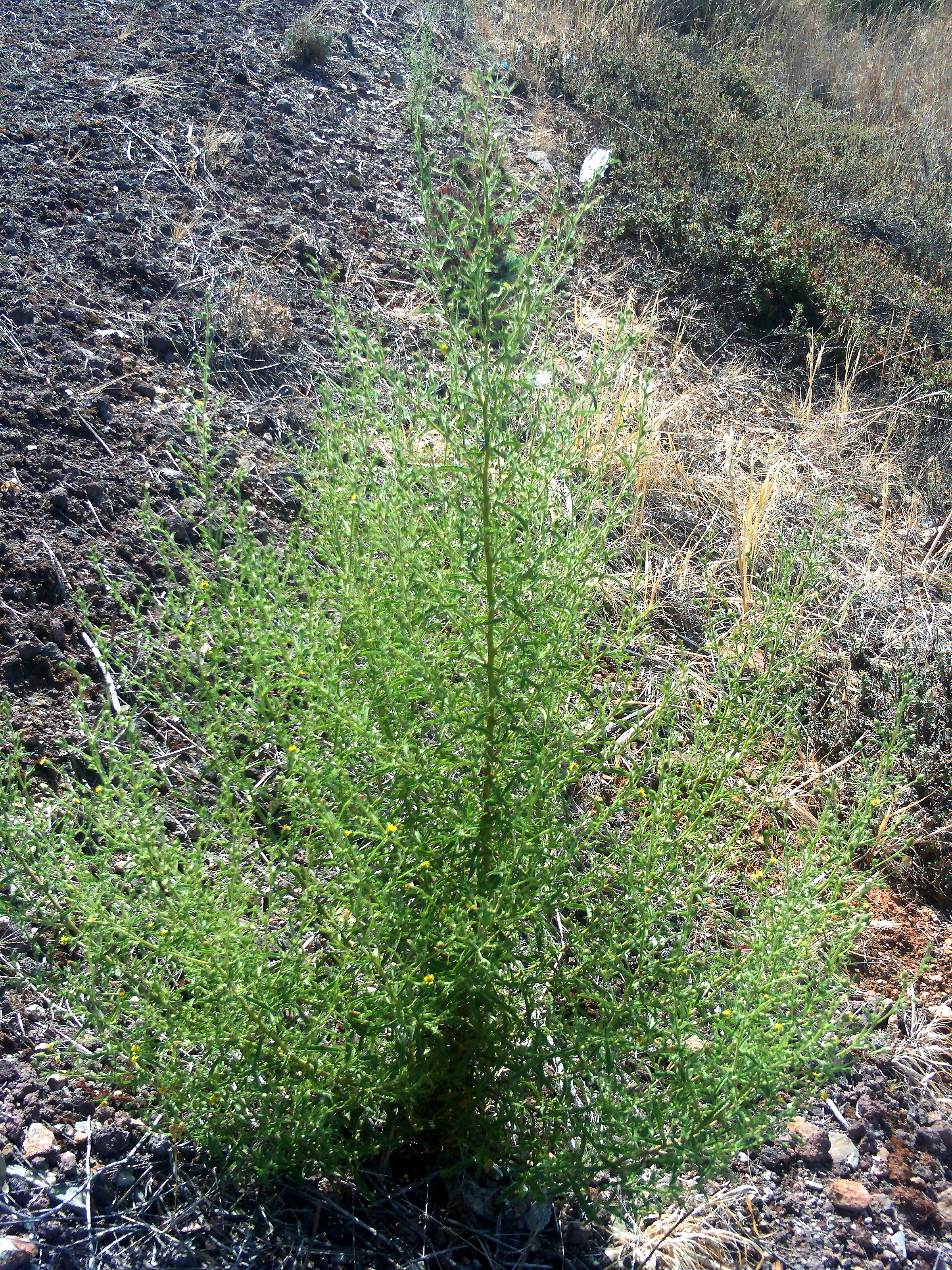
Habitus im Habitat

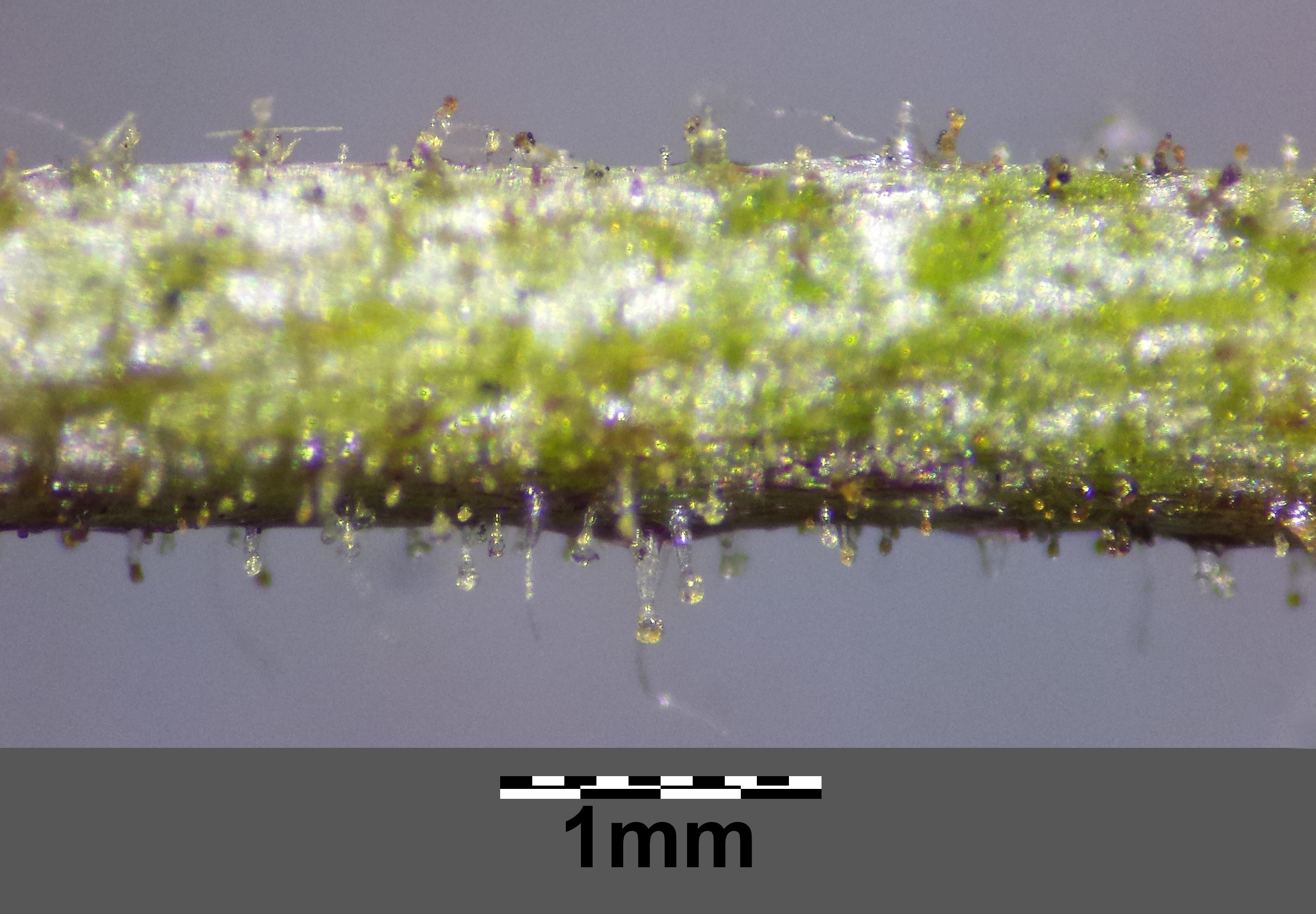
Der Stängel ist infolge von Drüsenhaaren klebrig.

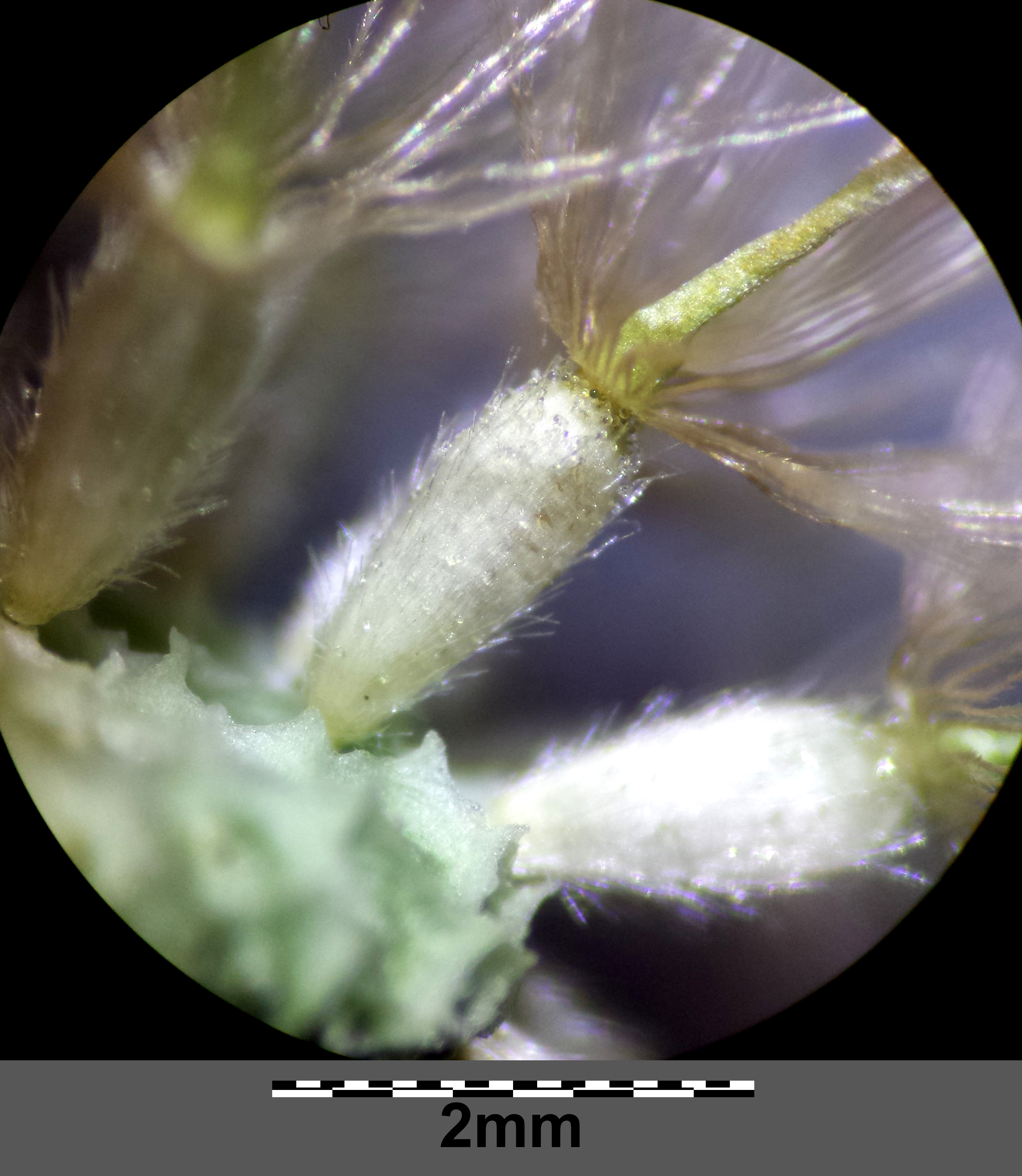
Die Früchte sind behaart und oben, d. h. unterhalb des Pappus, drüsig.

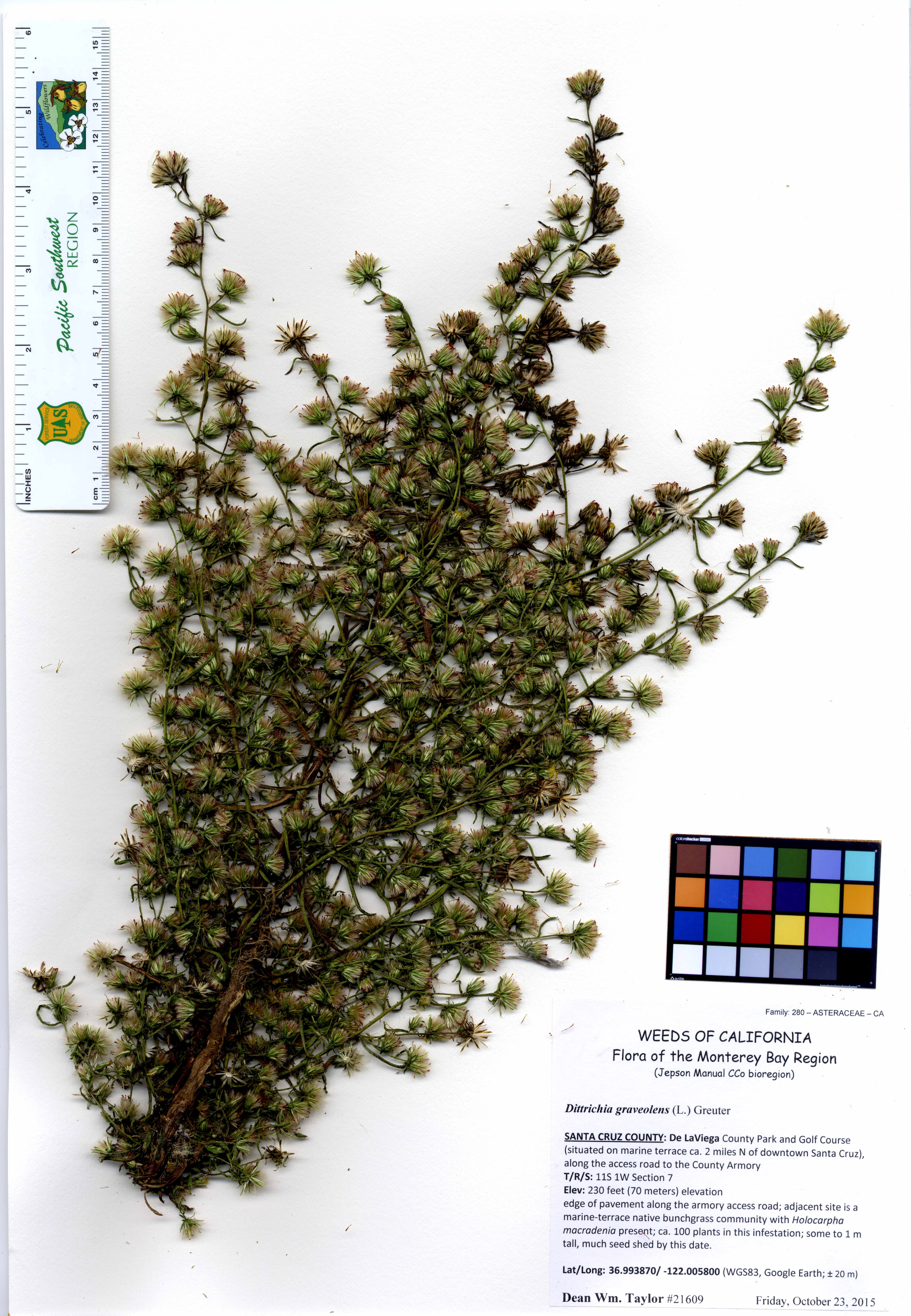
Herbarbeleg

### Vegetative Merkmale
Dittrichia graveolens ist eine einjährige, krautige Pflanze, die Wuchshöhen von 20 bis 50, selten bis 100 Zentimetern erreicht. Sie ist stark ästig und weist im Umriss einen pyramidenförmigen Aufbau auf. Die linealischen Laubblätter sind 1 bis 2 Millimeter breit und riechen nach Kampfer.

### Generative Merkmale
Die Blütenkörbe haben einen Durchmesser von bis zu 10 Millimetern. Die Zungenblüten sind mit einer Länge von 4 bis 7 Millimetern entweder nicht oder höchstens geringfügig länger als die Hüllblätter.
Die Blütezeit reicht von Juli bis Dezember.
Die Chromosomenzahl beträgt 2n = 16, 18 oder 20.

## Ökologie
Dittrichia graveolens ist ein Schaft-Therophyt.

## Vorkommen
Dittrichia graveolens kommt ursprünglich im Mittelmeerraum, in Marokko, Algerien, Tunesien, Libyen, in Vorderasien, Pakistan und Indien vor. Dittrichia graveolens wurde außerhalb ihres natürlichen Verbreitungsgebietes verschleppt. Sie ist ein Neophyt in Mitteleuropa, Großbritannien, Ägypten, Südafrika, Australien, Neuseeland und in den Vereinigten Staaten.
In Deutschland ist sie seit 1950 nachgewiesen und gilt als eingebürgerter Neophyt.
Dittrichia graveolens wächst an trockenen Ruderalstellen und in Flussbetten, vor allem aber entlang der Autobahnen und Eisenbahngeleise. Die Standorte können von Salz beeinflusst sein. Dittrichia graveolens wächst vor allem in Pflanzengesellschaften der Verbände Sisymbrion und Salsolion.
Die ökologischen Zeigerwerte nach Landolt & al. 2010 sind in der Schweiz: Feuchtezahl F = 2w (mäßig trocken aber mäßig wechselnd), Lichtzahl L = 4 (hell), Reaktionszahl R = 3 (schwach sauer bis neutral), Temperaturzahl T = 5 (sehr warm-kollin), Nährstoffzahl N = 3 (mäßig nährstoffarm bis mäßig nährstoffreich), Kontinentalitätszahl K = 2 (subozeanisch), Salztoleranz 1 (tolerant).

## Verwendung
Dittrichia graveolens eignet sich als Insektizid, z. B. als Mottenmittel.

## Taxonomie
Die Erstveröffentlichung erfolgte 1755 unter dem Namen (Basionym) Erigeron graveolens durch Carl von Linné. Das Artepitheton graveolens bedeutet stark duftend. Die Neukombination zu Dittrichia graveolens (L.) Greuter wurde 1973 durch Werner Greuter veröffentlicht. Weitere Synonyme für Dittrichia graveolens (L.) Greuter sind: Inula graveolens (L.) Desf., Jacobaea graveolens (L.) Merino, Cupularia graveolens (L.) Godr. & Gren. und Inula quadridentata Lag. Die einzige Schwesterart ist Dittrichia viscosa.